# Sarcoglottis grandiflora
Sarcoglottis grandiflora es una especie de orquídea de hábito terrestre, perteneciente a la subfamilia Orchidoideae. Es originaria de Sudamérica.

## Descripción
Es una orquídea de pequeño tamaño que prefiere el clima cálido, crece como una planta herbácea de hábitos terrestres con raíces gruesas y carnosas, con las hojas estrechamente elípticas, moteadas de blanco, agudas. Florece en la primavera hasta el otoño en una inflorescencia terminal, erecta, de 70 cm de largo, con muchas flores con brácteas.

## Distribución
Se encuentra en alturas de 280 a 1300 metros en el Ecuador, Perú y Argentina en la temporada seca, en las montañas, en las nebliselvas .

## Sinonimia
- Neottia grandiflora Hook., Bot. Mag. 54: t. 2730 (1827).
- Spiranthes grandiflora (Hook.) Lindl., Bot. Reg. 12: t. 1043 (1827).
- Dothilis grandiflora (Hook.) Raf., Fl. Tellur. 2: 60 (1837).
- Gyrostachys grandiflora (Hook.) Kuntze, Revis. Gen. Pl. 2: 664 (1891).
- Sarcoglottis acaulis var. grandiflora (Hook.) R.Knuth, Repert. Spec. Nov. Regni Veg. Beih. 43: 219 (1927).
- Spiranthes picta var. grandiflora (Hook.) L.O.Williams, Lilloa 4: 355 (1939).
- Neottia macrantha Sweet, Hort. Brit., ed. 2: 485 (1830).[1][2][3]